# Robby il robot
Robby il robot (Robby the Robot) è un robot immaginario, protagonista del film Il pianeta proibito (The Forbidden Planet, 1956) e di svariate altre opere, compreso un sequel e molteplici episodi di serie televisive. Robby è stato creato da Robert Kinoshita su disegni di A. Arnold Gillespie e Mentor Huebner.

## Biografia del personaggio
Le varie apparizioni di Robby all'interno delle varie opere di fantascienza in cui compare, non seguono un'unica continuità. Il personaggio, calato in diverse situazioni e contesti, ha una diversa genesi e una diversa storia alle spalle completamente slegata l'una dall'altra.

### Il pianeta proibito
All'interno del film Il pianeta proibito Robby è una creatura robotica creata sul pianeta Altair IV dal dott. Edward Morbius, quale servitore e compagno di giochi della figlia Alta.
Robby viene programmato in modo da obbedire rigorosamente alle tre leggi della robotica:
1. non recare danno a nessun essere umano;
2. obbedire agli ordini degli esseri umani, purché questi non contravvengano alla prima regola;
3. proteggere la propria esistenza, purché questo non contravvenga alla prima e alla seconda regola.

Quando infatti Robby si trova a dover combattere contro l'Entità, sarà nelle condizioni di non poter obbedire, in quanto vi riconosce la mente del dott. Morbius.
Una volta distrutto il pianeta Altair IV, Robby ritorna sulla Terra a bordo dell'incrociatore C-57-D, assieme ad Alta e all'equipaggio dell'astronave.

### Il robot e lo Sputnik
Il robot e lo Sputnik (The Invisible Boy) rappresenta l'unica opera successiva a Il pianeta proibito in cui sussista una qualche continuità con il film. Si tratta infatti di uno spin off del film con protagonista Robby, giunto sulla Terra a bordo dell'incrociatore C-57-D e ritornato indietro nel tempo fino al XX secolo per combattere contro un computer malvagio.

## Caratteristiche
Robby è il primo robot della storia del cinema a rispettare le Tre leggi della robotica di Isaac Asimov postulate nel 1941-42. In una scena del film Il pianeta proibito, Robby si rifiuta di obbedire a un ordine illecito di Morbius, sostenendo che causerà la sua disattivazione se ripetuto. Conseguentemente il robot si dimostrerà impotente davanti all'Entità riconoscendovi la mente del suo padrone.

## Storia
Ribattezzato Robotoid, nel 1966 e 1967 Robby appare nella serie televisiva di culto Lost in Space, a fianco del robot B-9, protagonista della serie assieme all'equipaggio umano dell'astronave Jupiter 2. B-9 è anch'esso stato costruito da Robert Kinoshita, così come Robby.
Nel 1974 Robby compare nell'episodio L'omicidio del professore (Mind Over Mayhem) della popolare serie televisiva Colombo, interpretata da Peter Falk. Per ragioni sceniche nell'episodio il robot è stato privato delle gambe sostituite con una base mobile poggiata su ruote.

## Merchandising

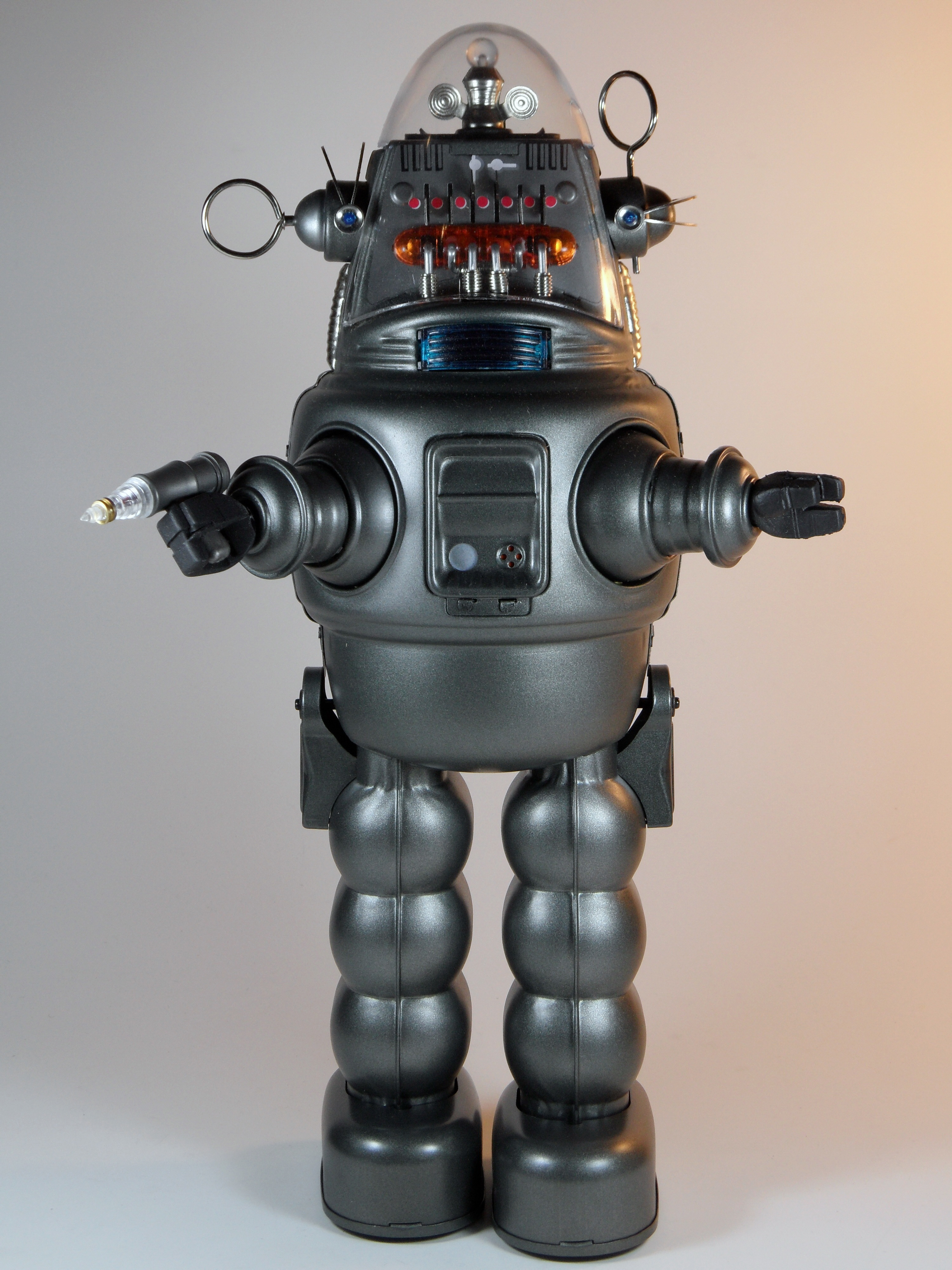
Versione giocattolo di Robby

Negli anni '60 del secolo scorso il robot giocattolo Robby era popolarissimo, lo vediamo comparire anche nella cameretta del piccolo Eddie, il figlio del protagonista Tom Corbett interpretato da Glenn Ford nel film Una fidanzata per papà (The Courtship of Eddie's Father).

## Filmografia

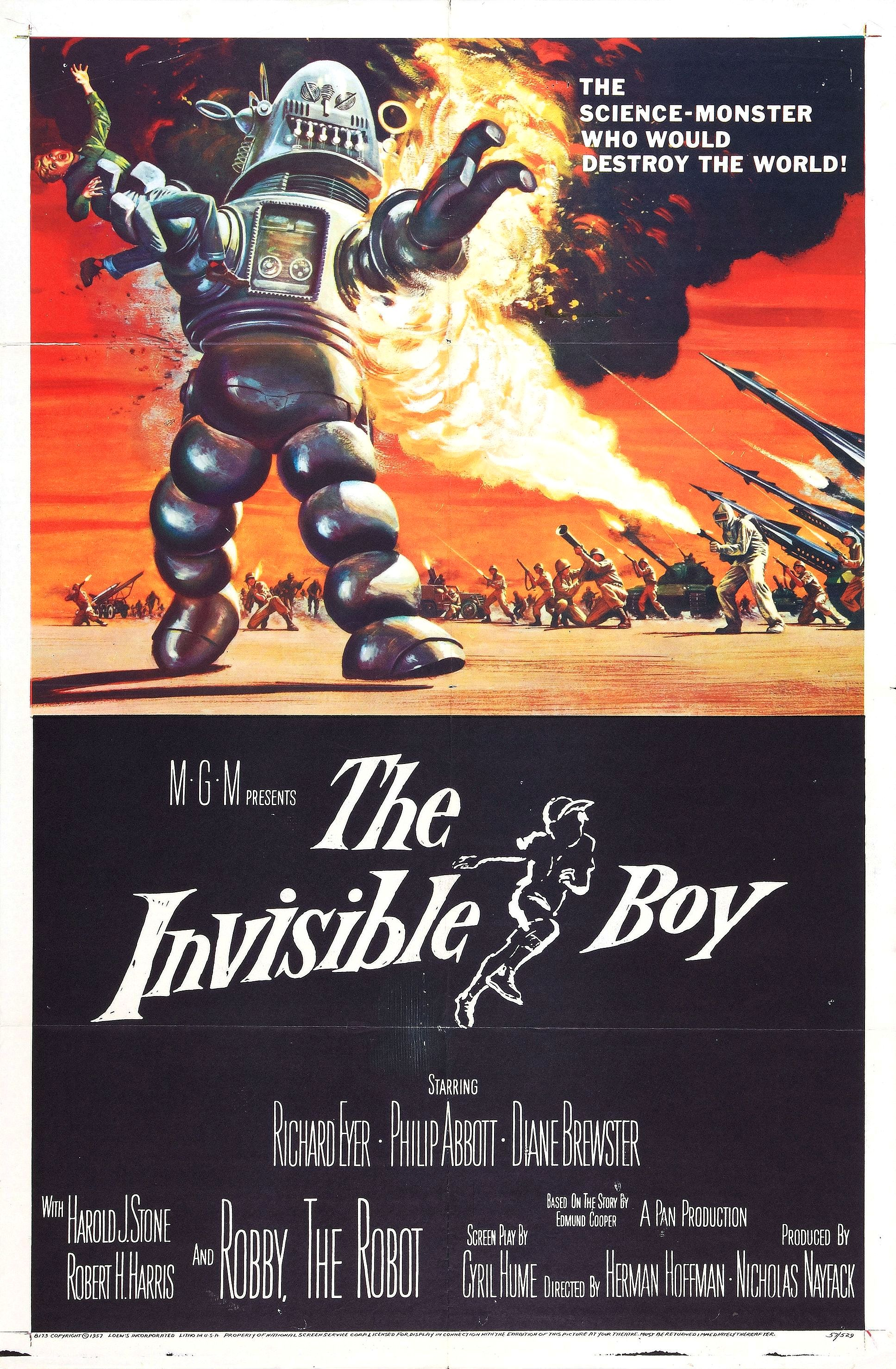
Locandina del film Il robot e lo Sputnik (The Invisible Boy, 1957), in cui ricompare il robot Robby

### Cinema
- Il pianeta proibito (The Forbidden Planet), regia di Fred M. Wilcox (1956)
- Il robot e lo Sputnik (The Invisible Boy), regia di Herman Hoffman (1957)
- L'astronave fantasma (宇宙快速船 - Uchū Kaisokusen), regia di Kôji Ohta (1961)
- La spia che non fece ritorno (One of Our Spies Is Missing), regia di E. Darrell Hallenbeck (1966)
- Hollywood Boulevard, regia di Allan Arkush e Joe Dante (1976)
- Gremlins, regia di Joe Dante (1984)
- Le ragazze della Terra sono facili (Earth Girls Are Easy), regia di Julien Temple (1988)
- Looney Tunes: Back in Action, regia di Joe Dante (2003)

### Televisione
- L'uomo ombra (The Thin Man) – serie TV, episodio 1x23 (1958)
- The Gale Storm Show: Oh! Susanna, serie televisiva, episodio Robot from Inner Space (1958)
- Goodyear Theatre – serie TV, episodio 3x07 (1959)
- Hazel, serie televisiva, episodio Rosie's Contract (1962)
- The Many Loves of Dobie Gillis, serie televisiva, episodio Beethoven, Presley and Me (1963)
- Ai confini della realtà, serie televisiva, episodi Zio Simon (1963) e Il cervellone elettronico della Whipple (1964)
- La famiglia Addams, serie televisiva, episodio Il piccolo aiutante di Lurch (1966)
- Lost in Space, serie televisiva, episodi 1x19-1x20-3x01 (1966-1967)
- Lo show dei Banana Splits (The Banana Splits Adventure Hour), serie televisiva (1968)
- Colombo, serie televisiva, episodio L'omicidio del professore (1974)
- Ark II, serie televisiva, episodio The Robot (1976)
- Space Academy, serie televisiva, episodio My Favorite Marcia (1977)
- Project U.F.O., serie televisiva, episodio Sighting 4010: The Waterford Incident (1978)
- Wonder Woman, serie televisiva, episodio Il mondo della fantascienza (1979)
- Mork & Mindy, serie televisiva, episodio Dottor Morkenstein (1979)
- Likely Stories, serie televisiva (1983)
- Una pupa in libreria (Stacked), serie televisiva, episodio Il sogno (2005)